# Wiskundige structuur van de kwantummechanica
De wiskundige structuur van de kwantummechanica is de verzameling van wiskundige formalismen, die een strikte beschrijving van de kwantummechanica toelaten. Voor theorieën die voor de vroege jaren 1900 zijn ontwikkeld onderscheidt de wiskundige structuur van de kwantummechanica zich van eerdere wiskundige formalismen door het gebruik van abstracte wiskundige structuren, zoals oneindig-dimensionale Hilbertruimten en operatoren op deze Hilbertruimten. Veel van deze structuren kwamen van de functionaalanalyse, een onderzoeksgebied binnen de zuivere wiskunde dat gedeeltelijk was beïnvloed door de behoeften van de kwantummechanica. In het kort werden de waarden van natuurkundige observabelen, zoals energie en impuls niet langer beschouwd als waarden van functies op de faseruimte, maar als eigenwaarden; om meer precies te zijn als spectrale waarden (puntspectrum plus absoluut continue- plus enkelvoudige continue spectrum) van lineaire operatoren in de Hilbertruimte.

## Voetnoten
1. ↑  (en)  Frederick W. Byron, Robert W. Fuller,   Mathematics of classical and quantum physics, Mathematical formulation of quantum mechanics, 5.11 pag. 277